# San Antonio Monterrey, Chiapas
San Antonio Monterrey är en ort i Mexiko.   Den ligger i kommunen Las Margaritas och delstaten Chiapas, i den sydöstra delen av landet, 900 km öster om huvudstaden Mexico City. San Antonio Monterrey ligger 1 475 meter över havet och antalet invånare är 174.
Terrängen runt San Antonio Monterrey är kuperad. Runt San Antonio Monterrey är det ganska glesbefolkat, med 47 invånare per kvadratkilometer. Närmaste större samhälle är Santa Elena, 3,0 km väster om San Antonio Monterrey. I omgivningarna runt San Antonio Monterrey växer i huvudsak städsegrön lövskog.